# Hadronyche versuta
Hadronyche versuta  (лат.) — вид ядовитых мигаломорфных пауков из семейства Hexathelidae, обитающий в центральном Новом Южном Уэльсе.

## Описание
Имеют окраску, характерную для всего семейства Hexathelidae, а именно - блестящая черная головогрудь и от темно-коричневого до черного цвета лапы и хелицеры. Брюшко у самца сверху бледно-коричневое, у самки — ярко-коричневое. Головогрудь самца более продолговатая, у самки она почти квадратная.

## Распространение и биология

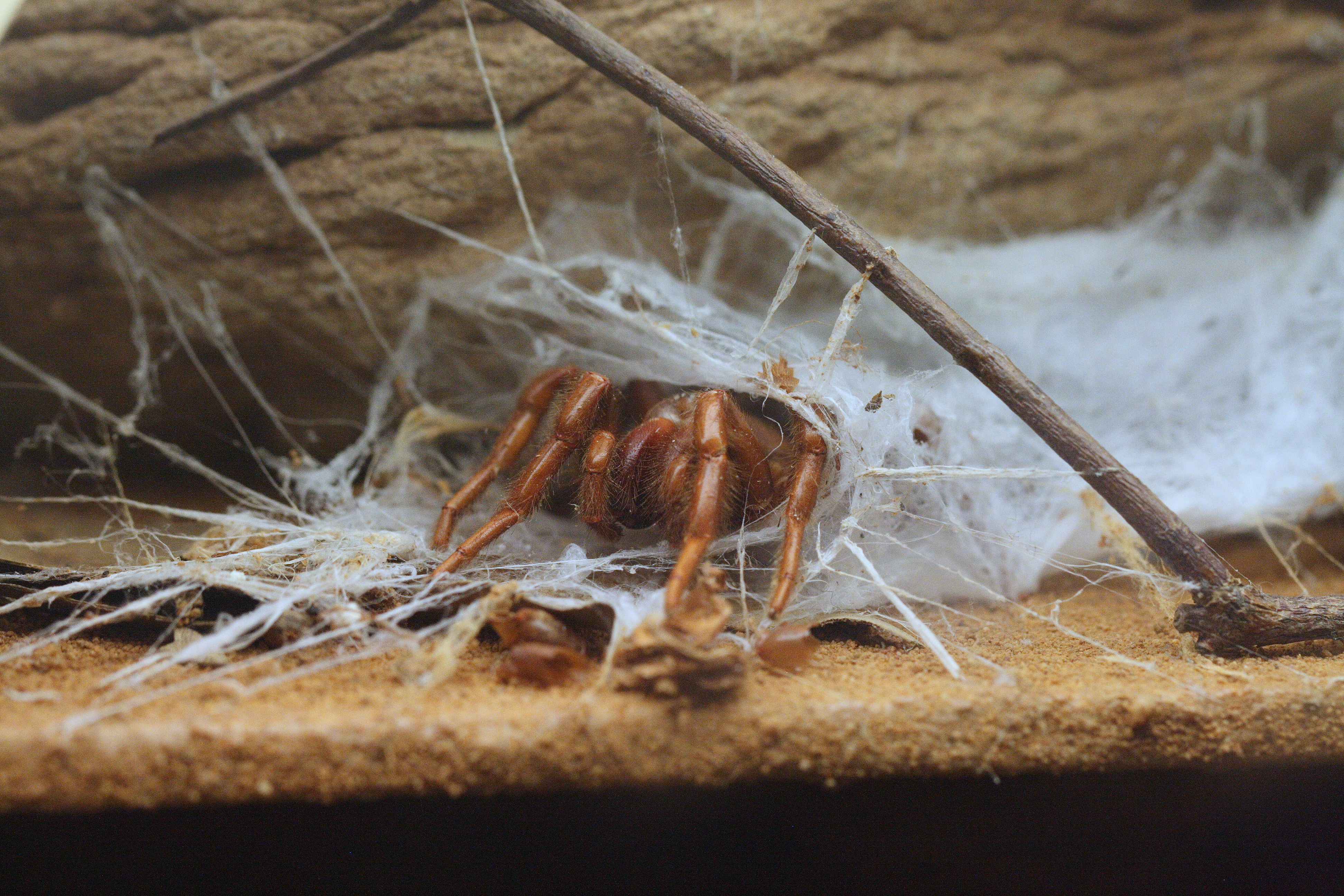
Образец вида, выставленный в Австралийском музее

Hadronyche versuta обитают в восточной части Австралии от Голубых гор до штата Иллавара в Новом Южном Уэльсе. Норы устраивают в пнях и гнилых бревнах.

## Токсичность
Зарегистрировано девять случаев укуса человека, один из которых привел к серьезным осложнениям. В качестве противоядия применяется сыворотка для вида Atrax robustus. Первые симптомы наблюдаются через 15-20 минут после укуса. Несмотря на отсутствие в яде атроксина и атраксотоксина, как у Atrax robustus, симптомы очень схожи с последствиями его укуса. К особенностям интоксикации относятся потоотделение, боль в месте укуса, отек легких, гипертензия, тошнота и рвота.
Самки более ядовиты, чем самцы, видимо, потому что впрыскивают большее количество яда.